# Епархия Каэтите

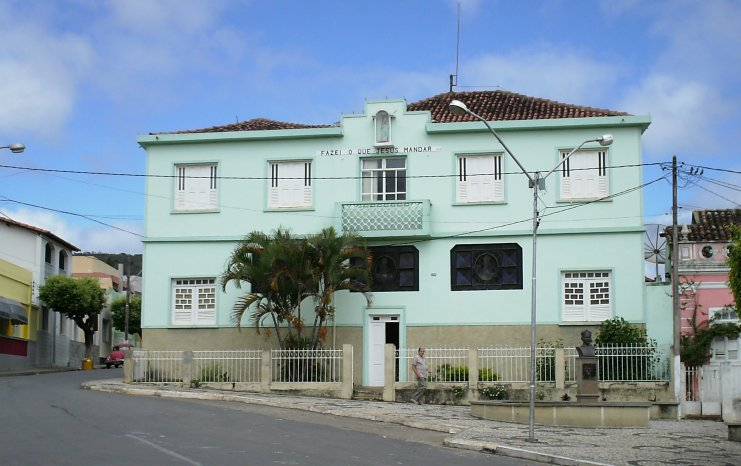
Резиденция епископа епархии Каэтите

 Епархия Каэтите  (лат. Dioecesis Caëtitensis) — епархия Римско-Католической церкви с центром в городе Каэтите, Бразилия. Епархия Каэтите входит в митрополию Витория-да-Конкисты. Кафедральным собором епархии Каэтите является церковь святой Анны.

## История
20 октября 1913 года Римский папа Пий X издал буллу «Maius animarum bonum», которой учредил епархию Каэтите, выделив её из архиепархии Сан-Салвадора-ди-Баия. Первоначально епархия Витория-да-Конкисты входила в митрополию Сан-Салвадора-да-Баия.
14 ноября 1959 года, 22 июля 1962 года и 27 февраля 19676 года епархия Каэтите передала часть своей территории в пользу возведения новых епархий Руй-Барбозы, Бон-Жезус-да-Лапы и Ливраменту-ди-Носа-Сеньоры.
16 января 2002 года епархия Каэтите вошла в митрополию Витория-да-Конкисты.

## Ординарии епархии
- епископ Manoel Raymundo de Mello (18.08.1914 — 30.07.1923)
- епископ Juvéncio de Brito (23.12.1926 — 15.12.1945) — назначен епископом Гараньюнса
- епископ José Terceiro de Sousa (13.02.1948 — 9.12.1955)
- епископ José Pedro de Araújo Costa (25.05.1957 — 28.12.1968) — назначен Архиепархия Уберабыархиепископом Уберабы
- епископ Silvério Jarbas Paulo de Albuquerque (17.03.1970 — 18.01.19730 — назначен епископом Фейра-ди-Сантаны
- епископ Eliseu Maria Gomes de Oliveira (5.02.1974 — 24.09.1980) — назначен епископом Итабуны
- епископ Antônio Alberto Guimarães Rezende (9.11.1981 — 13.11.2002)
- епископ Guerrino Riccardo Brusati (13.11.2002 — по настоящее время)

## Источник
- Annuario Pontificio, Ватикан, 2007